# Morlais Castle
Morlais Castle ist eine Burgruine in Großbritannien. Die einst stark befestigte Burg liegt innerhalb eines eisenzeitlichen Hillforts auf einem Bergkamm aus Kalkstein über den Tälern von Taff Gorge und Merthyr Tydfil in Wales.

## Geschichte
Nach der Eroberung von Wales durch König Eduard I. begann Gilbert de Clare, Lord of Glamorgan, um 1287 mit dem Bau der Burg, mit der er seine Herrschaft im Norden Glamorgans sichern wollte. Die Region wurde jedoch auch von Humphrey de Bohun, 3. Earl of Hereford, beansprucht, worauf es zu einem erbitterten Streit zwischen den beiden Magnaten kam. 1289 untersagte der Regent Edmund of Cornwall Clare den Weiterbau der Burg. Der Konflikt weitete sich jedoch zu einer gewalttätigen Fehde aus. Nach der Rückkehr von König Eduard I. aus Frankreich wandte sich Bohun direkt an den König, der daraufhin Anfang 1292 beide Magnaten schwer bestrafte. Während des walisischen Aufstands von 1294 bis 1295 wurde die Burg 1294 von den Rebellen unter Morgan ap Maredudd erobert. Nach der Niederschlagung der Rebellion stellte der König Glamorgan unter königliche Verwaltung und besuchte am 15. oder 16. Juni 1295 Morlais. Im Oktober 1295 erhielt Clare Glamorgan zurück, doch nach seinem Tod sechs Wochen später wurde die abgelegene Burg offenbar nie wiederaufgebaut bzw. vollendet. Vermutlich wurde sie wenig später aufgegeben und zerfiel. Nach einer Darstellung von 1741 waren zu der Zeit noch größere Mauerreste vorhanden. Die frei zugänglichen Reste der Burg sind seit 1982 als Scheduled Monument geschützt.

## Anlage

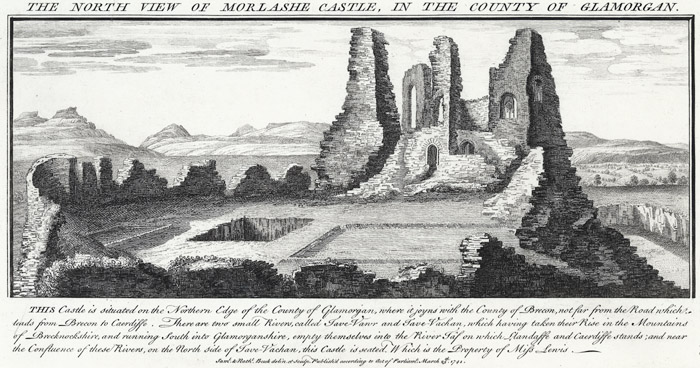
Die Ruine von Morlais Castle auf einer Darstellung von 1741

Von der Burg sind nur noch wenige Mauerreste erhalten. Sie bestand aus einer dreieckigen Kernburg und einer nach Süden vorgelagerten, länglichen und unregelmäßig angelegten Vorburg. Die Kernburg war gegenüber der Vorburg etwa 60 m breit, an den beiden anderen Seiten war sie etwa 45 m lang. An der Nordecke befand sich ein runder Keep, der etwa 17 m Durchmesser hatte. An der Südseite befanden sich zur Vorburg hin zwei Türme mit D-förmigen Grundriss, zwischen denen sich das nicht besonders befestigte Tor befand. Das etwa 25 m lange Hauptwohngebäude befand sich an der Westseite der Kernburg. Die Vorburg war durch drei weitere Türme an der Ost- und Südseite gesichert, während das Gelände im Westen steil abfiel. Der südöstliche Turm war dabei wie ein zweiter Keep ausgebaut. Von ihm ist noch das Erdgeschoss erhalten, dessen Gewölbe von einer Mittelsäule getragen wird. Der Zugang zur Vorburg erfolgte über einen Graben durch ein Tor an der Ostseite, das durch den angrenzenden südöstlichen Turm der Kernburg gesichert war. Innerhalb der Vorburg befand sich an der Ostmauer ein etwa 20 m langes Gebäude, ein weiteres Gebäude befand sich an der Westseite. Im Norden der Vorburg befindet sich ein tiefer Schacht, der wohl als Zisterne diente.